# Lingjing
Lingjing (kinesiska: 岭景, 岭景乡) är en socken i Kina. Den ligger i provinsen Zhejiang, i den östra delen av landet, omkring 170 kilometer sydost om provinshuvudstaden Hangzhou.
Genomsnittlig årsnederbörd är 2 144 millimeter. Den regnigaste månaden är augusti, med i genomsnitt 395 mm nederbörd, och den torraste är januari, med 73 mm nederbörd.